# Hernán Salgado
Luis Hernán Salgado Pesantes (Cuenca, 7 de agosto de 1939) es un abogado y jurista ecuatoriano. Fue presidente de la Corte Constitucional del Ecuador, hasta 2022. Presidente de la Corte Interamericana de Derechos Humanos, entre 1997 y 1999.

## Biografía
Es abogado y doctor en jurisprudencia de la Universidad de Guayaquil, y doctor en ciencias políticas en la Universidad de París I Panthéon-Sorbonne. Fue profesor y decano de la Facultad de Jurisprudencia de la Pontificia Universidad Católica del Ecuador (1987-1989), y profesor de posgrado en varias universidades.
Es columnista del diario El Universo.

### Vida pública
Entre 1991 y 2003 fue juez de la Corte Interamericana de Derechos Humanos, siendo su presidente entre 1997 y 1999. También fue asesor en materia de derechos humanos en la asamblea constituyente ecuatoriana de 1997 y 1998.
Entre 1999 y 2003 fue magistrado del Tribunal Constitucional del Ecuador y magistrado de la Corte Suprema de Justicia entre noviembre de 2005 y octubre de 2008.

## Publicaciones
- “Lecciones de Derecho Constitucional”, 4° edición, Ediciones Legales, 2012, Quito.[4]
- “Introducción al Estudio del Derecho. Un esbozo de Teoría General del Derecho”, 3° edición, Corporación de Estudios y Publicaciones, 2014, Quito.
- “Manual de Justicia Constitucional Ecuatoriana”, Corporación Editora Nacional, 2004, Quito.
- “El sistema presidencial en América Latina – Del caudillismo autocrático al hiper-presidencialismo constitucional”, Corporación de Estudios y Publicaciones, 2017, Quito.